# Polissoirs de la Croix Boissée
Les polissoirs de la Croix Boissée sont un groupe de six polissoirs situé à Souzy-la-Briche, dans le département français de l'Essonne.

## Caractéristiques
Les polissoirs ont été découverts en 1989 par J. Galindo. Ils sont constitués par des blocs de grès de Fontainebleau. Le polissoir no 1 comporte deux rainures parallèles de respectivement 0,49 m et 0,46 m. Le polissoir no 2 présente deux petites surfaces de polissage. Le polissoir no 3 comporte trois plages de polissage planes entourant un bassin naturel. Le polissoir no 4, en forme de siège, est un bassin naturel entouré d'une surface polie et de six petites rainures parallèles. Le polissoir no 5 comprend deux surfaces de polissage. Le polissoir no 6, situé à environ 50 m au sud-ouest du groupe précédent, comporte un bassin naturel entouré de trois plages de polissage et d'une vingtaine de fines rainures.